# Stolperstein von Fuentelespino de Haro
Der Stolperstein von Fuentelespino de Haro ist der bislang einzige in der Provinz Cuenca. Er erinnert an Eulogio Martínez Zafra, einen Republikaner, der im Exil in Frankreich verhaftet und für Zwangsarbeit in das KZ Mauthausen verschleppt wurde. 

## Stolperstein
In Fuentelespino de Haro wurde ein Stolperstein verlegt.
| Stolperstein | Übersetzung | Verlegort                               | Name, Leben                        |
| ------------ | --- | --------------------------------------- | ---------------------------------- |
|              | HIER LEBTE EULOGIO MARTÍNEZ ZAFRA GEBOREN 1916 EXIL 1939 FRANKREICH GEFANGEN GENOMMEN 21.6.1940 DEPORTIERT 25.1.1941 MAUTHAUSEN ERMORDET 22.11.1941 GUSEN | Calle de Argelete Fuentelespino de Haro | Eulogio Martínez Zafra (1916–1941) |

## Verlegedatum
- 13. Juli 2024